# Серебряные-Оболенские
Серебряные-Оболенские — угасшая ветвь князей Оболенских, Рюриковичи, происходила от Дмитрия Семёновича Оболенского, по прозвищу Щепа, двое из сыновей которого стали родоначальниками двух ветвей: князь Иван Дмитриевич прозывался Золотым-Оболенским, а князь Семён Дмитриевич — Серебряным-Оболенским. Прочие потомки Дмитрия Семёновича назывались Щепины-Оболенские. Род князей Серебряных внесён в Бархатную книгу.
По родословной росписи известны только четыре представителя рода.

## Известные представители
| № | Имя, Отчество                           | № отца | Примечание                           |
| --- | --------------------------------------- | ------ | ------------------------------------ |
| 1 | Оболенский Дмитрий Семёнович Щепа       |        | Родоначальник                        |
| 2 | Серебряный-Оболенский Семён Дмитриевич  | 1      | Боярин, воевода Василия III († 1535) |
| 3 | Серебряный-Оболенский Василий Семёнович | 2      | Боярин и воевода царя Ивана IV       |
| 4 | Серебряный-Оболенский Пётр Семёнович    | 2      | Боярин и воевода царя Ивана IV       |
| 5 | Серебряный-Оболенский Борис Васильевич  | 3      | Боярин и воевода царя Ивана IV       |
| Род пресёкся |                                         |        |                                      |
| В Синбирском сборнике (стр.36) говорится ещё об одном князе этой фамилии: Осип Михайлович Серебряный, но вероятно это ошибка: "в его Государевом полку .... окольничий Осип Михайлович Серебряный". В разрядах (1573), по Древней Российской вивлиофике (Т. XIII) в числе окольничих помещён князь Осип Михайлович Щербатой и кроме Бориса Васильевича Серебряного о другом князе Серебряном нигде более не упоминается. |                                         |        |                                      |
| В рукописной Родословной книге, принадлежащей П.Ф. Карабанову, князь Борис Васильевич (№ 5) показан сыном князя Василия Семёновича (№ 3), а у князя Петра Семёновича (№ 4) вовсе детей не показано. В Родословной книге издания Н.И. Новикова (Бархатная книга) — всё наоборот. Генеалогам, представляется первое показание вернее второго, что и подтверждает Н.М. Карамзин.                                            |                                         |        |                                      |